# معتمدية الزهور (تونس)
معتمدية الزهور إحدى معتمديات الجمهورية التونسية، تابعة لولاية تونس.

## مقالات ذات صلة
- ولاية تونس

1. 1 2 3 4 5 6  "المناطق الترابية (العمادات) حسب الولايات والمعتمديات". اطلع عليه بتاريخ 2024-11-30.